# Уральский автомоторный завод
«Автомобили и моторы Урала (АМУР)» («Уральский автомоторный завод», УАМЗ) — советская, позже российская компания, производитель грузовых автомобилей, двигателей внутреннего сгорания и других автокомпонентов, располагавшийся в городе Новоуральске Свердловской области. 
С 2004 года и до окончательной ликвидации в 2018 году носил название АМУР («Автомобили и моторы Урала»).

## История
- Завод был основан в 1967 году как одно из подразделений по выпуску автокомплектующих ЗИЛ, входившее в состав Министерства автомобильной промышленности СССР.
- В 1977 году начат самостоятельно выпуск первого автомобиля-грузовика повышенной проходимости ЗИЛ-157КД.
- В 1987 году освоено производство автомобилей ЗИЛ-131
- К 1992 году было освоено производство снегопогрузчиков и специальной техники на базе грузовых машин.
- С 1992 года начат выпуск автомобилей ЗИЛ-431410 (ЗИЛ-130), при этом оперение кабины ЗИЛ-130 было унифицировано с моделью ЗИЛ-131.
- В 1992 году предприятие приватизировано в Закрытое акционерное общество «Уральский автомоторный завод» (УАМЗ).
- В 2002 году завод был объявлен банкротом и в 2003 году предприятие перешло в собственность подразделения банка «Северная казна» (холдинг Северная казна Пром), в 2004 году предприятие реорганизовано в ЗАО «Автомобили и моторы Урала» (АМУР).[1]
- В мае 2004 года ЗАО АМУР и индийская компания Tata Motors заключили контракт о сборке грузовых автомобилей. Намечался выпуск двух моделей: Tata-407 и TATA LPT-613, последняя под обозначением АМУР-4346. Планировалось заключить контракт на 3 года для выпуска до 5,0 тысяч грузовиков Tata в год.[2][3] Полностью проект не был реализован, хотя сборка грузовика АМУР-4346 ограниченной серией велась на протяжении нескольких лет.
- В 2007 году АМУР планировал создание СП с китайской компанией Geely Automobile, по выпуску легковой модели Geely CK [4] и китайской компаний «ZXAuto» по выпуску внедорожников ZX Landmark. В мае этого года было начато пробное их производство [5].
- В начале 2008 года совместное производство легковых китайских автомобилей было приостановлено, с возможным возобновлением производства в августе того же года[6]. Планировался выпуск 3500 единиц внедорожников в год[7]. Впрочем, из-за наступления мирового кризиса проект был окончательно свёрнут.
- 16 июля 2010 года ЗАО АМУР и французская компания Renault Trucks подписали соглашение о создании СП по выпуску развозных среднетоннажных грузовиков модели  Renault Midlum. Сборка французских грузовиков должна была идти на мощностях российского предприятия ЗАО АМУР в Новоуральске. Инвестиции в СП должно было предоставить ЗАО АМУР, а Renault Trucks, в свою очередь, технологии [8].

Летом 2010 года завод ЗАО АМУР был признан банкротом вторично.
- В июле 2011 проект ЗАО АМУР с Renault Trucks был приостановлен из-за его тяжёлого финансового положения и банкротства предприятия. С 2012 года руководство ЗАО АМУР находилось в поиске инвестора для развития и запуска предприятия[10].
- 6 мая 2014 года на выставке «Промышленный дизайн оборонной продукции: выразительная суровость и надежная функциональность», компанией «Интралл» были представлены прототипы бронеавтомобилей «Колун» и «Торос», выпуск которых предполагался на простаивающем заводе АМУР[11]. Проект реализован не был.
- В 2018 году была проведена распродажа недвижимости завода в рамках работы конкурсного производства в связи с окончательным банкротством компании[12]. 18 сентября 2018 года в одном из корпусов произошел сильный пожар. [13]
- В феврале 2020 стало известно, что территория опережающего социально-экономического развития в Новоуральске будет расширена за счёт участка, где расположены цеха завода «Амур», проходящего процедуру банкротства.
- В дальнейшем в период 2020-2023 оборудование и имущество завода были распроданы, а почти все здания снесены, территория расчищена. [14]

## Продукция
- 1977—1994 — ЗИЛ-157КД;

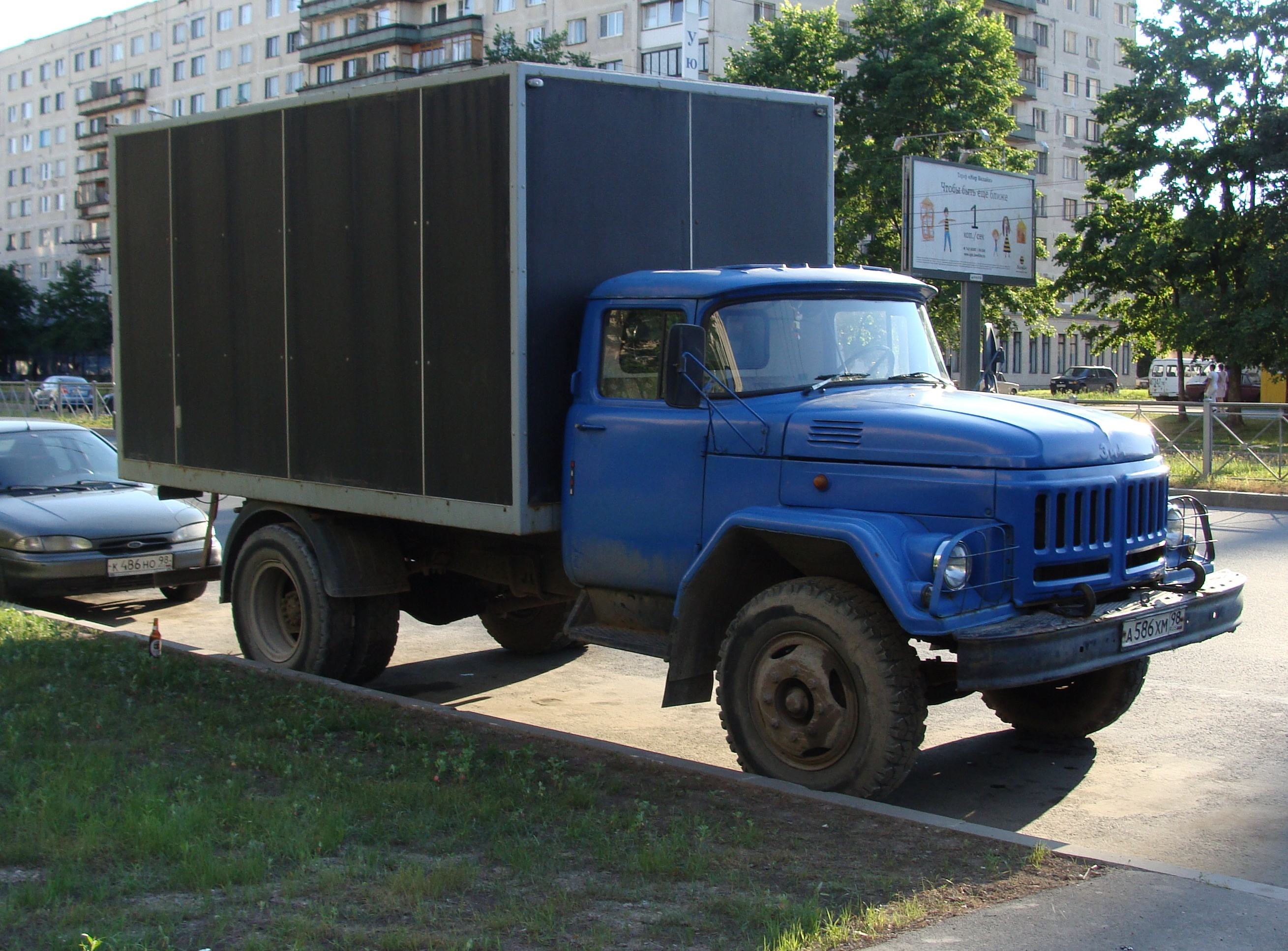
ЗИЛ 431412 производства УАМЗ

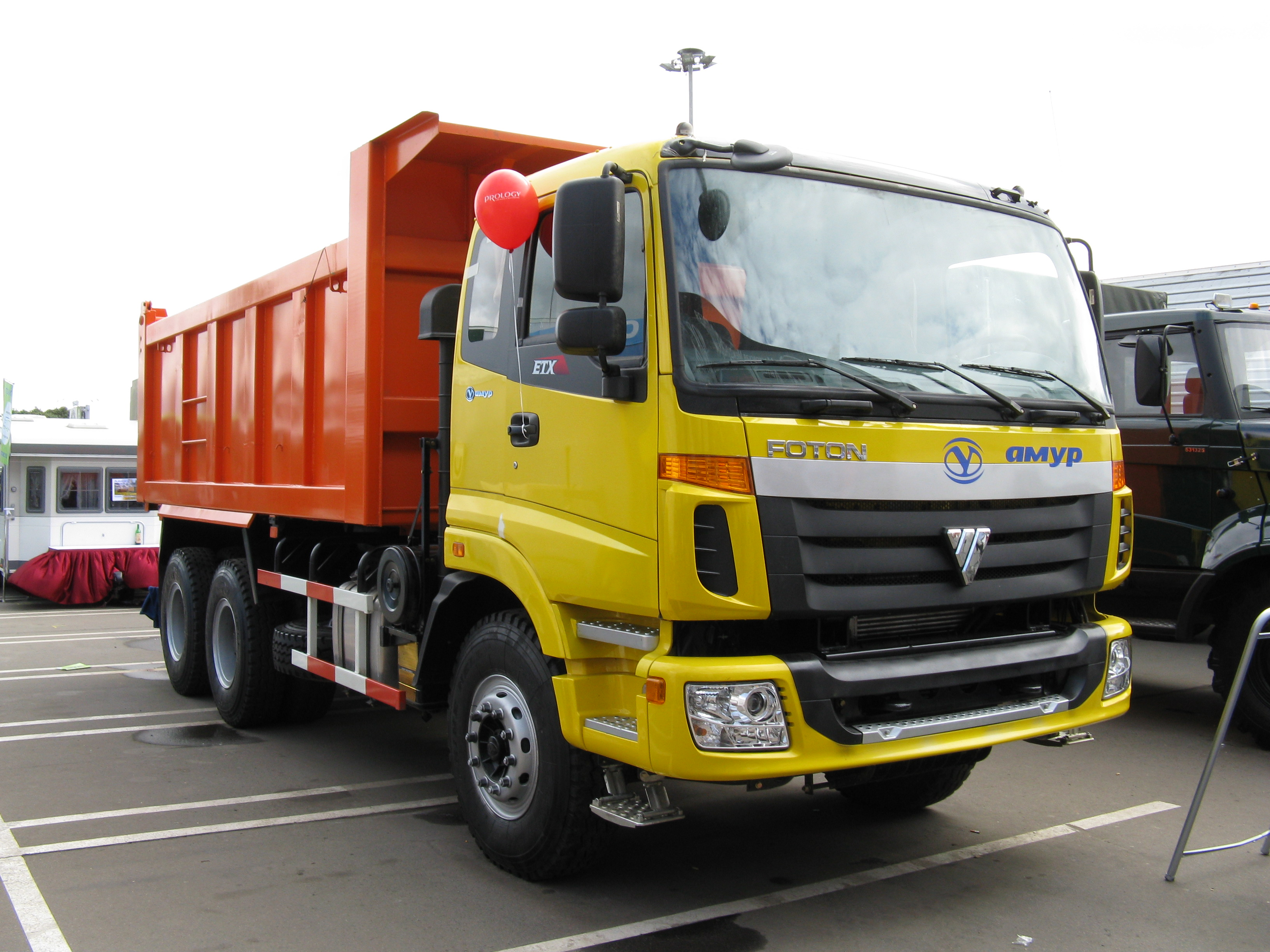
АМУР-633201 (Foton Auman) на выставке Московском автосалоне-2008

- 1987—2010 — ЗИЛ-130 и ЗИЛ-131 (с 2002 года АМУР-531350 и АМУР-531340 соответственно);
- 2004—2008 — АМУР-4346;
- 2007—2008 — АМУР-531210;
- 2007—2008 — АМУР-633201 (Foton BJ-3251)[15]
- 2007—2008 — Geely Otaka;
- 2006—2008 — ZX Landmark.